# Appana scriptura
Appana scriptura är en fjärilsart som beskrevs av Rougeo och François Louis Nompar de Caumont de Laporte 1983. Appana scriptura ingår i släktet Appana och familjen nattflyn. Inga underarter finns listade i Catalogue of Life.